# 三浦透子
三浦透子（日语：／ Miura Tōko，1996年10月20日—），日本女演員、歌手。童星出身，經紀公司為Humanite。

## 經歷
2002年，三浦在6歲時透過三千人的徵選演出知名飲料廣告「なっちゃん」而造成話題。同年10月，參演連續劇《天才柳澤教授的生活》。小學畢業後，移住東京，並於2011年參演連續劇《鈴木老師》，以戲劇表現獲得初步關注。
2012年7月，由AVEX集團移籍至Humanite經紀公司。
2015年，在日本知名的「第一三共」電視廣告中演唱歌曲《おかあさんへ》，以歌手出道，其後並演唱電影《羅曼史》片尾曲《Romance ～サヨナラだけがロマンス～》。2017年，發行全9首的翻唱專輯《かくしてわたしは、透明からはじめることにした》，在環球音樂中的「USM JAPAN」正式發行專輯出道。
2019年7月19日，新海誠擔任導演的話題動畫片《天氣之子》上映，三浦經過一年的徵選，獲得演唱片中主題曲《祝祭》，與RADWIMPS的野田洋次郎合作，並於朝日電視台節目《Music Station》與RADWIMPS現場演唱。同年12月31日，三浦首次以歌手身分登上NHK第70回NHK紅白歌合戰，與RADWIMPS演唱此主題曲的「紅白特別版」。
2021年，在濱口龍介執導的電影《在車上》飾演重要的司機一角，並以此片獲得電影旬報獎、橫濱電影節最佳女配角等多座獎項。
2022年3月，三浦被知名雜誌《VOGUE》英國版選為「25 Of The World's Most Talked-About Stars」，並登上該雜誌內頁。

## 戲劇作品

### 電視劇
- 天才柳澤教授的生活（日语：天才柳沢教授の生活）（2002年10月16日 - 12月11日，富士電視台） - 山口華子
- チョコミミ（2007年10月1日 - 2008年3月31日，東京電視台） - 桃山ムム
- 嵐がくれたもの（2009年8月31日 - 10月30日，富士電視台） - 神崎順子 （第14話 - 最終回）
- 湯けむりバスツアー 桜庭さやかの事件簿2（2010年4月19日，TBS） - 北村加代
- 同窗會～Love Again症候群（2010年4月22日 - 6月17日，朝日電視台） - 西川陽子（少女時代）
- 新・警視廳搜查一課9係 season2 第1話「100億の殺人」（2010年6月30日，朝日電視台） - 桜沢あかね
- 鈴木老師（2011年4月25日 - 6月27日，東京電視台） - 樺山あきら
- ティーンコート 第4話（2012年1月31日，日本電視台） - 佐藤あかね
- 妄想捜査〜桑潟幸一准教授のスタイリッシュな生活 第3話（2012年2月5日，朝日電視台） - 垂乳根スケキヨ
- 人生は“サイテーおやじ”から教わった〜漫画家・西原理恵子〜 （2013年2月10日，NHK BS Premium）
- ヴァンパイア・ヘヴン（2013年4月12日 - 7月5日，東京電視台） - ちさと
- 「24時間女優〜待つ女〜」第1回（2013年10月，ひかりTV） - あいはらみどり
- ハクバノ王子サマ 純愛適齢期（2013年10月3日 - 12月27日，日本電視台、讀賣電視台） - 杉谷ハル
- 変身インタビュアーの憂鬱 第5話・第8話（2013年11月18日・12月9日，TBS） - 今村ぬえ
- ザ・プレミアム 玉音放送を作った男たち（2015年8月1日，NHK BS Premium）
- 逃げる女（2016年1月9日 - 2月13日，NHK綜合） - 大友美鈴
- 穿越時空的少女（2016年7月9日 - 8月6日，日本電視台） - えりちん、木下
- 遺産相続弁護士 柿崎真一 第6話（2016年8月11日，日本電視台、讀賣電視台） - 土屋律子
- 架空OL日記（2017年4月14日 - 6月16日，讀賣電視台） - かおりん
- 櫻子小姐的腳下埋著屍體（2017年4月23日 - 6月25日，富士電視台） - 西沢二葉
- 貴族偵探 第8話（2017年6月5日，富士電視台） - 田京恵
- 宮本から君へ 第1話、第2話（2018年4月6日・13日，東京電視台） - 茂垣裕奈
- グッド・バイ 第4話（2018年8月4日，大阪電視台、BS JAPAN） - 静
- ぬけまいる（2018年10月27日 - 12月22日，NHK）- お菊
- おやすみ，また向こう岸で（2019年9月20日，TOKYO MX）- 主演・ナツキ
- 夏洛克：未敘之章（2019年10月14日，富士電視台） - 山下佐和子
- Top Knife-天才腦外科醫的條件- 第2話・第4話・第5話（2020年1月18日、2月1日、2月8日，日本電視台） - 山田千春
- 可能不在（日语：いないかもしれない）（2021年3月29日，NHK綜合） - 主演・片桐涼子
- 要來杯咖啡嗎 第2話（2021年4月12日，東京電視台）- ヤイ子
- FM999 999WOMEN'S SONGS 第4話（2021年4月，WOWOW） - 魔法少女
- NHK晨間劇 Come Come Everybody（2022年2月10日 - 4月8日，NHK） - 野田一惠
- NHK大河劇 鎌倉殿的13人（2022年4月3日 - 5月22日，NHK） - 鄉御前
- 失恋飯 第4話（2022年1月14日，Amazon Prime Video / 2022年7月，讀賣電視台） - HARU
- Elpis-希望或是災難-（2022年10月 24日 - 12月26日，富士電視台）- 大山さくら
- BRUSH UP LIFE 第1話・第3話・第8話・最終話（2023年1月8日・22日・2月26日・3月12日，日本電視台）- 河口美奈子
- 小鎮星熱點 最終話（2025年3月16日，日本電視台）- 富小路

### 電影
- 惡之教典（2012年11月10日） - 横田沙織
- 鈴木老師（2013年1月12日） - 樺山あきら
- 男子高校生的日常（2013年10月12日） - 生島
- 向陽處的她（2013年10月12日） - 潮田
- アイドル・イズ・デッド‐ノンちゃんのプロパガンダ大戦争‐ （2014年1月11日）
- 只要妳說妳愛我（2014年7月12日）
- 私たちのハァハァ（2015年9月12日） - 文子
- 鬼談百景「密閉」（2016年1月23日） - 主演・K
- 桜ノ雨（2016年3月5日） - 鹿島友梨
- ドロメ 男子篇/女子篇（2016年3月26日） - 杉原実夏
- 貞子vs伽椰子（2016年6月18日） - 遥
- 月子（2017年8月26日） - 主演・月子
- 燦爛吧！情色時代（日语：素敵なダイナマイトスキャンダル）（2018年3月17日） - 笛子
- フジコ・ヘミングの時間（2018年6月16日） - （旁白）
- 21世紀の女の子『君のシーツ』（2019年2月8日） - 主演
- あの日のオルガン（2019年2月22日） - 山岡正子
- ロマンスドール（2020年1月24日） - ひろ子
- 静かな雨（2020年2月7日） - 斉藤真理
- 架空OL日記（2020年2月28日） - 真壁香里
- アイヌモシ（2020年10月17日） - 吉田先生
- 我啊，走自己的路（日语：おらおらでひとりいぐも）（2020年11月6日） - 桃子的同事
- 在車上（2021年8月20日） - 渡利みさき
- 義大利麵密碼之愛（日语：スパゲティコード・ラブ）（2021年11月26日） - 桜庭心
- 她喜歡的是BL，不是同志的我（2021年12月3日） - 佐倉奈緒
- 餘命十年（2022年3月4日）- サオリ
- 這就是我（2022年12月16日） - 主演・蘇畑佳純
- 不飛的氣球（2023年1月6日）- 小島凛子
- 山女（2023年6月30日）- 春

### 網路劇
- 短篇《水本さん》（東京藝術大學電影專攻劇本領域製作。編劇坂元裕二、導演清水俊平，2017年2月3日）- 水本さん
- 沒有季節的小墟（2023年8月9日，Disney+）- かつ子

### 舞台劇
- 東京俳優市場2009夏 第1話「0点、もしくは満点の星」（2009年7月1日 - 3日） - ヒロミ
- 東京俳優市場2010春 第2話「ヒトカケラ」（2010年4月30日 - 5月5日）
- てがみ座 第13回公演「燦々」（2016年11月3日 - 13日） - 主演・お栄
- 染、色（2021年5月下旬 - ，東京グローブ座 / 6月下旬 - ，梅田芸術劇場シアター・ドラマシティ） - 真未
- ミュージカル「手紙」2022（2022年3月12日 - 27日，東京建物 Brillia HALL） - 由実子

## 旁白
- JFA「夢を力に2014」ステートメントムービー （2014年 - ）
- JFA「夢を力に2014」ステートメントムービー日本代表応援ソング篇
- JFA「夢を言葉にしよう」コンセプトムービー -
- 富士電視台開台55周年記念節目企劃金曜プレステージ「独占！浅田真央 誰も知らなかった笑顔の真実」 （2014年2月28日，富士電視台）
- 「リオ・東京へ 若きアスリートたち（2014年5月11日，富士電視台）
- 「サムライブルーの誇り」 （2014年5月24日，富士電視台）
- 「密着!武蔵川部屋・奮闘記」（6月15日，富士電視台）
- ザックジャパンの真実（2014年12月29日，富士電視台）

## MV
- CreepHyp《わすれもの》（2015年）
- スカート《静かな夜がいい》（2016年）
- カラスは真っ白《魔法陣より愛を込めて》（2016年）
- スカート《CALL》（2016年）
- スカート《視界良好》（2017年）
- RADWIMPS《祝祭 (Movie edit)》 feat.三浦透子（2019年）
- 韋禮安《明天再見》（2022年）

## 廣告
- サントリー なっちゃん（2002年）
- 広島ガス（2003年 - 2006年）
- 池田模範堂 ムヒソフト（2003年）
- 獅王「働く女性への応援歌」篇（2014年）
- 喬亞 ディープインパクト「世界は誰かの仕事でできている。」篇（Web：2016年1月11日、TV：同1月12日）
- 樂天「夢いっぱいな母へ。」（2020年4月）- 與筒井真理子（日语：筒井真理子）[8]

## 音樂作品

### 單曲
- 2016年3月2日《おかあさんへ》（網路限定）

### 專輯
- 2017年3月29日《かくしてわたしは、透明からはじめることにした》（翻唱專輯）
- 2020年5月27日《ASTERISK》（第一張迷你專輯）

### 其他合作
- 2015年《Romance〜サヨナラだけがロマンス〜》（電影《羅曼史》片尾曲，未音源化）
- 2019年7月19日《天気の子》RADWIMPS 	
  - 祝祭 (Movie edit) feat.三浦透子、RADWIMPS
  - グランドエスケープ (Movie edit) feat.三浦透子、RADWIMPS
- 2019年7月19日《uzu》（2020年10月上映的紀錄片《ムヒカ 世界でいちばん貧しい大統領から日本人へ》主題曲）
- 2021年《通過点》（東京電視台2021年連續劇《うきわ ―友達以上、不倫未満―》片尾曲）

## 獎項
- 2021年度

第13回TAMA電影獎 最優秀新進女優賞（《在車上》、《椿之庭》、《我啊，走自己的路》、《アイヌモシ》）
第43回橫濱電影節 助演女優賞（《在車上》）
第45回日本電影學院獎 新人俳優賞（《在車上》）
第95回電影旬報獎 助演女優賞（《在車上》、《義大利麵密碼之愛》）
第35回高崎電影節 最優秀助演俳優賞（《在車上》）
第64回藍絲帶獎 助演女優賞（《在車上》）
第31回日本電影影評人大獎 助演女優賞（《在車上》）

## 外部連結
- Humanité經紀公司官方網站 （页面存档备份，存于）
- 環球音樂官方網站 （页面存档备份，存于）
- YouTube上的三浦透子頻道（页面存档备份，存于）
- 三浦透子的X（前Twitter）
- 三浦透子的TikTok